# ディエゴ・カペル
ディエゴ・アンヘル・カペル・トリニダード（Diego Ángel Capel Trinidad, 1988年2月16日 - ）は、スペイン王国アルメリア県出身の元サッカー選手。現役時代のポジションはMF、FW。

## 経歴

### クラブ

#### セビージャFC

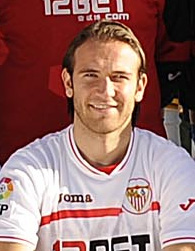
セビージャ時代（2010年）

10歳の時にオルラ・デル・リオというサッカークラブに入団し、国際トーナメントでの活躍がきっかけで11歳でFCバルセロナの下部組織に移ったが、1年も経たずに地元に戻り、14歳の時にセビージャFCのトライアルを受けて下部組織に入団した。2004年10月24日、アトレティコ・マドリード戦 (2-1) で終了間際の3分間だけ出場し、トップチームデビューを果たした。16歳8ヶ月8日でのデビューはホセ・アントニオ・レジェス（16歳4ヶ月29日）に次いでクラブ史上2番目の年少出場記録だった。2005-06シーズン、2006-07シーズンはセビージャ・アトレティコ（Bチーム）でのプレーが中心で、トップチームでの出場は数試合に終わったが、2005年12月1日にはUEFAカップのヴィトーリア・ギマランイス戦 (3-1) に出場し、欧州カップ戦デビューを果たした。2007年夏にプロ契約を交わすと、8月28日に同じタイプのアントニオ・プエルタが死去したこともあってレギュラーポジションを獲得し、2008年1月9日のコパ・デル・レイ、FCバルセロナ戦 (1-1) でプロ初得点を挙げた。2月9日にはリーグ戦の同一カード (1-1) でリーグ初得点を挙げて強豪との対戦を引き分けに導いている。2008年6月にはプレミアリーグのトッテナム・ホットスパーFCが1250万ユーロを提示して獲得を狙い、カペル自身も「選手として成長するために」移籍に乗り気であった。さらに、バルセロナに拠点を置くスポルト紙が「レアル・マドリードはカペルを、放出が噂されるロビーニョの代役になりうる選手とみなしている」と報じたが、どちらも実現していない。
2007-08シーズンの大活躍を受け、2008-09シーズン以降は対戦相手にドリブルを徹底研究された。縦への爆発的なスピードを生かした突破が特徴で、内に切れ込む事が少ないため、相手ディフェンダーが縦ラインのみをカバーする作戦を採用すると、突破に苦労した。2008-09シーズンは2年目の壁にぶつかり、2009年1月10日のデポルティーボ・ラ・コルーニャ戦 (3-1) と4月26日のレアル・マドリード戦 (2-4) で得点したが、出場した33試合のうち18試合は途中出場であった。2009年夏にはプエルタが付けていた背番号16を継承した。2008-09シーズンに背番号16はダビド・プリエトが付けていたが、2009年夏にプリエトがヘレスCDにレンタル移籍したことで番号が空き、プリエトと同じく下部組織出身のカペルが譲り受けた。2009-10シーズンには台頭してきたディエゴ・ペロッティにポジションを奪われた。それでもリーグ戦29試合に出場し、ラシン・サンタンデール戦 (5-1) で1得点を挙げた。2010年5月19日に行われたコパ・デル・レイ決勝のアトレティコ・マドリード戦 (2-0) では先制点を挙げ、3シーズンぶりの国内カップ優勝に貢献した。2010-11シーズンはペロッティの控えとして27試合に出場（先発は17試合）したが、継続的に出場するようになって初めて無得点に終わった。

#### スポルティングCP
2011年7月18日、プリメイラ・リーガのスポルティングCPと5年契約を結んだ。移籍金は600万ユーロとも報道されたが、結局350万ユーロになった。

#### ジェノアCFC
2015年8月18日、セリエAのジェノアCFCに加入した。

#### アンデルレヒト
2016年8月4日、RSCアンデルレヒトへ2年契約で移籍した。

#### エストレマドゥーラ
アンデルレヒト退団後は1年以上無所属期間が続いたが、2018年8月4日にエストレマドゥーラUDへ2年契約で加入した。

### 代表

#### 世代別代表
2006年にはU-19スペイン代表としてUEFA U-19欧州選手権で優勝し、2007年7月にはU-20スペイン代表としてカナダで開催されたFIFA U-20ワールドカップに出場した。グループリーグ初戦のU-20ウルグアイ代表戦ではロスタイムに同点ゴールを決め、決勝トーナメント1回戦ではU-20ブラジル代表に0-2の劣勢から逆転勝利を果たしたが、準々決勝でU-20チェコ代表にPK戦の末に敗れた。2011年6月にはデンマークで開催されたUEFA U-21欧州選手権に出場して優勝した。

#### A代表
2008年8月20日、デンマークとの親善試合 (3-0) の後半から出場し、スペインA代表デビューを飾った。

## タイトル

### クラブ
セビージャFC
- UEFAカップ (2) : 2005-06, 2006-07
- コパ・デル・レイ (2) : 2006-07, 2009-10
- UEFAスーパーカップ (1) : 2006
- スーペルコパ・デ・エスパーニャ (1) : 2007

スポルティングCP
- タッサ・デ・ポルトガル : 2014-15

アンデルレヒト
- ベルギー・ファースト・ディビジョンA : 2016-17

### 代表
- U-19スペイン代表

UEFA U-19欧州選手権 : 2006
- U-21スペイン代表

UEFA U-21欧州選手権 : 2011

## 個人成績
2012-13シーズン開幕時点
| クラブ           | シーズン | 背番号   | ディビジョン     | 国内リーグ | 国内リーグ | 国内カップ | 国内カップ | 欧州カップ | 欧州カップ | 通算 | 通算 |
| クラブ           | シーズン | 背番号   | ディビジョン     | 出場       | 得点       | 出場       | 得点       | 出場       | 得点       | 出場 | 得点 |
| ---------------- | -------- | -------- | ---------------- | ---------- | ---------- | ---------- | ---------- | ---------- | ---------- | ---- | ---- |
| セビージャFC     | 2004-05  |          | プリメーラ       | 3          | 0          | 0          | 0          | 0          | 0          | 3    | 0    |
| セビージャFC     | 2005-06  |          | プリメーラ       | 4          | 0          | 0          | 0          | 1          | 0          | 5    | 0    |
| セビージャFC     | 2006-07  |          | プリメーラ       | 0          | 0          | 0          | 0          | 1          | 0          | 1    | 0    |
| セビージャFC     | 2007-08  | 17       | プリメーラ       | 31         | 3          | 0          | 0          | 2          | 0          | 33   | 3    |
| セビージャFC     | 2008-09  | 17       | プリメーラ       | 32         | 2          | 6          | 0          | 3          | 1          | 41   | 3    |
| セビージャFC     | 2009-10  | 16       | プリメーラ       | 29         | 1          | 6          | 3          | 5          | 0          | 40   | 4    |
| セビージャFC     | 2010-11  | ?        | プリメーラ       | 27         | 0          | 0          | 0          | 0          | 0          | 27   | 0    |
| 期間通算         | 期間通算 | 期間通算 | 期間通算         | 126        | 6          | 12         | 3          | 12         | 1          | 150  | 10   |
| スポルティングCP | 2011-12  | ?        | スーペル・リーガ | 26         | 4          | 10         | 2          | 13         | 1          | 49   | 7    |
| スポルティングCP | 2012-13  | 11       | スーペル・リーガ | 0          | 0          | 0          | 0          | 0          | 0          | 0    | 0    |
| 期間通算         | 期間通算 | 期間通算 | 期間通算         | 26         | 4          | 10         | 2          | 13         | 1          | 49   | 7    |